# (8075) Roero
(8075) Roero est un astéroïde de la ceinture principale.

## Description
(8075) Roero est un astéroïde de la ceinture principale. Il fut découvert le 14 août 1985 à la station Anderson Mesa par Edward L. G. Bowell. Il présente une orbite caractérisée par un demi-grand axe de 3,20 UA, une excentricité de 0,21 et une inclinaison de 11,6° par rapport à l'écliptique.

## Compléments